# 26887 Tokyogiants
26887 Tokyogiants este un asteroid din centura principală de asteroizi.

## Descriere
26887 Tokyogiants este un asteroid din centura principală de asteroizi. A fost descoperit pe 14 octombrie 1994 la Kiso de Isao Sato și H. Araki. Asteroidul prezintă o orbită caracterizată de o semiaxă mare de 2,44 ua, o excentricitate de 0,25 și o înclinație de 8,3° în raport cu ecliptica.